# Dactylopodola baltica
Dactylopodola baltica är en djurart som tillhör fylumet bukhårsdjur, och som först beskrevs av Adolf Remane 1926.  Dactylopodola baltica ingår i släktet Dactylopodola och familjen Dactylopodolidae. Arten är reproducerande i Sverige. Inga underarter finns listade i Catalogue of Life.